# HD 57821
Désignations
HD 57821, également désignée HR 2812, est une étoile de la constellation australe du Grand Chien. Elle est visible à l'œil nu avec une magnitude apparente de 4,96. D'après la mesure de sa parallaxe annuelle par le satellite Hipparcos, l'étoile est distante d'environ ∼ 480 a.l. (∼ 147 pc) de la Terre. Elle s'éloigne actuellement du Système solaire à une vitesse radiale de +33 km/s, et elle s'en était rapprochée jusqu'à une distance minimale d'environ 21,8 pc (∼71,1 al) il y a quelque 4,3 millions d'années.
HD 57821 est une étoile bleu-blanc qui est classée avec un type spectral de B5 II/III, ce qui indique que son spectre correspond à celui d'une étoile hybride géante lumineuse/géante. Alternativement, elle a été classée comme une sous-géante de type spectral B7 IV. Cependant, les modèles d'évolution stellaire suggèrent qu'elle est toujours sur la séquence principale, générant son énergie par la fusion de l'hydrogène dans son cœur.
L'étoile est plus de quatre fois plus massive que le Soleil et elle est âgée de 291 millions d'années. Elle tourne sur elle-même à une vitesse de rotation projetée de 116 km/s. Elle est autour de 489 fois plus lumineuse que le Soleil et sa température de surface est de 12 445 K.